# Richard Culek
Richard Culek, né le 1er avril 1974 à Liberec, est un footballeur tchèque qui évolue au poste de milieu de terrain. Il passe l'essentiel de sa carrière en Belgique, disputant plus de 150 matches en première division et une finale de Coupe de Belgique. En mai 2014, il annonce la fin de sa carrière de joueur à 40 ans.

## Carrière
Richard Culek fait ses débuts professionnels en 1992 avec le Slovan Liberec, le club phare de sa ville natale. Il ne parvient pas à s'y imposer durablement et durant l'été 1994, il est prêté pour six mois au FK Švarc Benešov, néo-promu en première division tchèque. Il revient à Liberec en janvier 1995 et y termine la saison. Il s'en va ensuite en Allemagne et rejoint le Chemnitzer FC, un club qui évolue en 2. Bundesliga dont il est relégué en fin de saison. Le joueur reste encore un an au club puis retourne au Slovan Liberec. Il y joue deux ans avant de rejoindre la capitale, Prague, et le club des Bohemians. Après un an, il décide de retenter sa chance à l'étranger en 2000 et part pour la Belgique où il s'engage avec le KFC Lommelse SK, tout juste relégué en Division 2.
Richard Culek s'impose d'emblée dans le onze de base de son nouveau club et devient la plaque tournante de l'équipe en milieu de terrain. Il participe activement à la conquête du titre de champion de deuxième division ainsi qu'à la campagne exceptionnelle du club en Coupe de Belgique 2000-2001, dont Lommel atteint la finale. L'équipe doit cependant s'incliner 1-0 devant le KVC Westerlo. Promu parmi l'élite, le joueur conserve sa place de titulaire durant les deux saisons qui suivent. Malheureusement, au début de l'année 2003, les gros problèmes financiers du club le mènent à la faillite et tous les joueurs sont libérés de leur contrat. Culek rejoint alors les rangs de Westerlo, avec qui il ne dispute qu'un match en fin de championnat.
Durant l'été 2003, Richard Culek signe un contrat avec le FC Brussels, un cercle ambitieux de Division 2. Sa première saison au club bruxellois est réussie. Il y devient directement un titulaire indiscutable dans le milieu du jeu et remporte le titre de champion, synonyme de promotion parmi l'élite nationale. Il conserve sa place dans le onze de base après la montée et malgré de bonnes prestations et dix buts inscrits en championnat, le club doit lutter pour son maintien. Les deux années suivantes sont plus calmes pour l'équipe mais la saison 2007-2008 commence mal. Le 25 août, Culek se blesse après dix minutes de jeu lors du derby face au Sporting Anderlecht et reste écarté des terrains pendant plus de six mois. Il n'est pas le seul joueur important blessé pour une longue période et l'équipe enchaîne les mauvais résultats. De retour dans l'équipe à la fin du mois de mars 2008, il ne peut lui éviter la dernière place, synonyme de relégation en deuxième division. Contacté par d'autres formations de D1, Richard Culek décide néanmoins de rester au Brussels pour l'aider à remonter directement. Malheureusement, les résultats ne sont pas à la hauteur des attentes et de plus, le joueur se blesse une nouvelle fois au genou à la fin du mois de novembre. Lorsqu'il revient dans l'équipe à la mi-février, le club ne peut plus envisager la qualification pour le tour final et termine la saison en roue libre.
Arrivé en fin de contrat en juin 2009, Richard Culek choisit de repartir dans son pays natal et s'engage avec le Viktoria Žižkov, un club de deuxième division tchèque. Il n'y reste qu'une saison puis revient en Belgique et signe un contrat au K Bocholter VV, une équipe de Division 3. Il y joue durant quatre ans, menant deux fois l'équipe au tour final pour l'accession à la Division 2. En mai 2014, âgé de 40 ans, il annonce qu'il met un terme à sa carrière de joueur.

## Palmarès
- Deux fois champion de Division 2 en 2001 avec le KFC Lommelse SK et en 2004 avec le FC Brussels.

## Statistiques
| Saison                | Club                  | Championnat           | Championnat | Championnat | Coupe(s) nationale(s) | Coupe(s) nationale(s) | Total | Total |
| Saison                | Club                  | Division              | M.          | B.          | M.                    | B.                    | M.    | B.    |
| 1992-1993             | FC Slovan Liberec     | Division 2            | -           | -           | -                     | -                     | 0     | 0     |
| 1993-1994             | FC Slovan Liberec     | 1. liga               | 18          | 1           | -                     | -                     | 18    | 1     |
| 1994-1995             | FK Švarc Benešov      | 1. liga               | 14          | 0           | -                     | -                     | 14    | 0     |
| 1994-1995             | FC Slovan Liberec     | 1. liga               | 6           | 0           | -                     | -                     | 6     | 0     |
| 1995-1996             | Chemnitzer FC         | 2. Bundesliga         | 20          | 0           | -                     | -                     | 20    | 0     |
| 1996-1997             | Chemnitzer FC         | Regionalliga Nord     | 0           | 0           | 0                     | 0                     | 0     | 0     |
| 1997-1998             | FC Slovan Liberec     | 1. liga               | 0           | 0           | 0                     | 0                     | 0     | 0     |
| 1998-1999             | FC Slovan Liberec     | 1. liga               | 16          | 1           | -                     | -                     | 16    | 1     |
| 1999-2000             | Bohemians Prague      | 1. liga               | 25          | 1           | -                     | -                     | 25    | 1     |
| 2000-2001             | KFC Lommelse SK       | Division 2            | 27          | 8           | 6                     | 3                     | 33    | 11    |
| 2001-2002             | KFC Lommelse SK       | Division 1            | 31          | 6           | 1                     | 0                     | 32    | 6     |
| 2002-2003             | KFC Lommelse SK       | Division 1            | 21          | 2           | 4                     | 0                     | 25    | 2     |
| 2002-2003             | KVC Westerlo          | Division 1            | 1           | 0           | 0                     | 0                     | 1     | 0     |
| 2003-2004             | FC Brussels           | Division 2            | 32          | 11          | 3                     | 0                     | 35    | 11    |
| 2004-2005             | FC Brussels           | Division 1            | 32          | 10          | 0                     | 0                     | 32    | 10    |
| 2005-2006             | FC Brussels           | Division 1            | 33          | 5           | 1                     | 0                     | 34    | 5     |
| 2006-2007             | FC Brussels           | Division 1            | 29          | 2           | 1                     | 0                     | 30    | 2     |
| 2007-2008             | FC Brussels           | Division 1            | 10          | 1           | 0                     | 0                     | 10    | 1     |
| 2008-2009             | FC Brussels           | Division 2            | 23          | 3           | 2                     | 1                     | 25    | 4     |
| 2009-2010             | FK Viktoria Žižkov    | Druhá liga            | -           | -           | -                     | -                     | 0     | 0     |
| 2010-2011             | K Bocholter VV        | Division 3            | 32          | 1           | 0                     | 0                     | 32    | 1     |
| 2011-2012             | K Bocholter VV        | Division 3            | 33          | 0           | 0                     | 0                     | 33    | 0     |
| 2012-2013             | K Bocholter VV        | Division 3            | 36          | 1           | 4                     | 0                     | 40    | 1     |
| 2013-2014             | K Bocholter VV        | Division 3            | 26          | 0           | 3                     | 0                     | 29    | 0     |
| Total sur la carrière | Total sur la carrière | Total sur la carrière | 465         | 53          | 25                    | 4                     | 490   | 57    |